# 欧弘练
欧弘练，中国五代十国时期人物，出仕楚国国。
楚王马殷去世，应由长子马希振继位。马殷次子马希声利用身为节度副使掌权的职务之便，秘密遣其大将欧弘练矫称父命，请求后唐朝廷立他继任为节帅，于是自称留后。
欧弘练后又效力马希声的弟弟文昭王馬希範为客将，稍迁天策府内都押牙。欧弘练有干才，颇忠于国家。天福八年（943年），节度判官拓跋恒知道欧弘练和自己有一样的想法，惆怅着对他说：“王逞欲而愎谏（纵欲而不听劝谏），行见千口飘零矣（眼看王族千口人都要飘零了）。”马希範胞弟马希广继位后，马希广异母兄武平节度使马希萼不服，欧弘练效忠马希广，没有异心。乾祐元年（948年）八月，马希萼请求后汉朝廷让他与马希广分别上贡，请求后汉另外册封自己官爵，欧弘练与进奏官张仲荀合谋厚赂后汉宰相，拒绝其所请。九月，后汉降诏谕马希萼兄弟和睦，凡武平军所贡必须附在武安军（即楚国）得知。马楚政权得以多存活数年，欧弘练有功。
后来欧弘练入朝进贡，因楚国内乱，道路断绝，无法回国。楚国被南唐所灭后，后周太祖以环卫二尹授欧弘练、张仲荀，以欧弘练为左千牛卫将军。广顺二年（952年）十二月，已驱逐南唐军的武平军兵马留后刘言写信给欧弘练等，称自己已除寇盗，权主山河，奏请旧臣速归共议奉谁为主。于是周太祖任欧弘练为嘉州刺史，赴任。